# Brevoortia tyrannus
Brevoortia tyrannus is een straalvinnige vissensoort uit de familie van haringen (Clupeidae). De wetenschappelijke naam van de soort is voor het eerst geldig gepubliceerd in 1802 door Benjamin Henry Latrobe. Hij had de vis in 1797 aangetroffen in de rivier York (Virginia). Elke vis had in de mond een "insect" van ongeveer vijf centimeter, dat hij Oniscus praegustator noemde. Dit is de pissebed Olencira praegustator die parasiteert op Brevoortia-soorten.
B. tyrannus komt voor langs de Atlantische kust van Noord-Amerika, van Florida tot Nova Scotia. De vissen leven in grote scholen en voeden zich met plankton. Ze migreren jaarlijks in de lente naar het noorden en in de herfst naar het zuiden. Er wordt commercieel op gevist; de vis wordt hoofdzakelijk gebruikt voor de productie van visolie en vismeel. Boeren gebruikten de vissen als meststof.

## Galerij

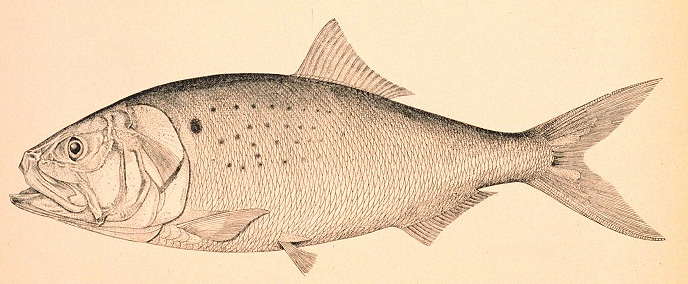
Atlantische menhaden
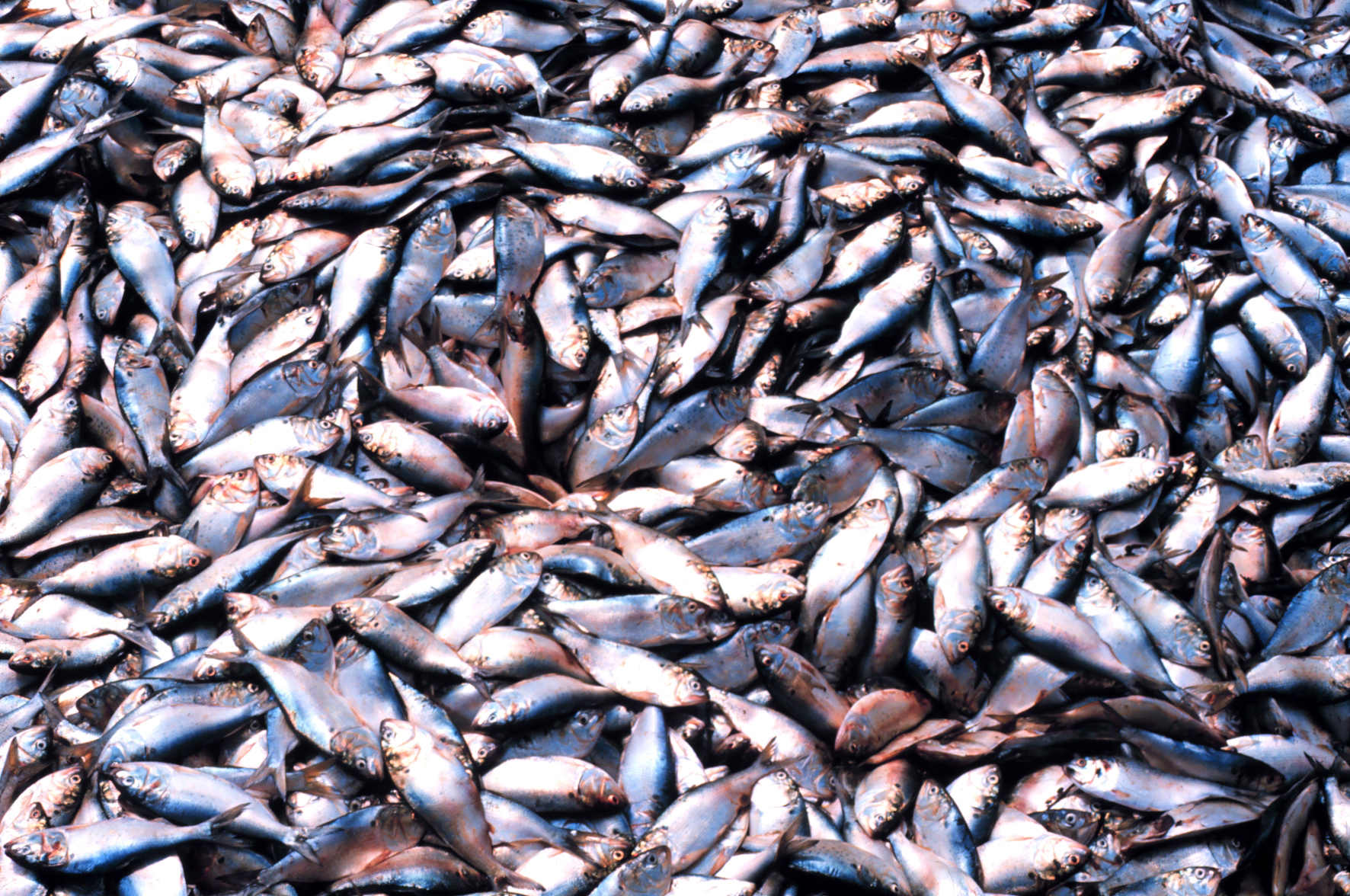
In de VS zijn de vangstniveaus voor menhaden onderwerp geweest van publiek debat
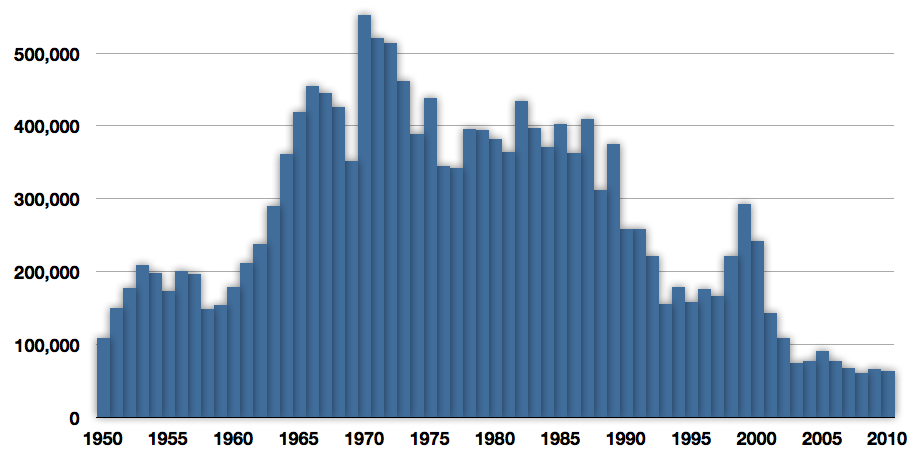
Vangsten van Atlantische menhaden tussen 1950 en 2010